# Aphrodite (албум)
Aphrodite је једанаести студијски албум аустралијске певачице Кајли Миног. То је њен први студијски албум у три године, након албума X. Албум Aphrodite најављен је синглом "All the Lovers" и објављен у јулу 2010. године широм света.
Албум је дебитовао на првом месту на британској листи, истог недеље кад је Миног дебитантски албум Kylie дебитовао пре 22 године 1988. То је њен пети албум који је доспео на прво место британске листе. Миног је једина женска уметница која је успела 4 узастопна деценије (1980е, 1990е, 2000е и 2010е) имати албум на врху британске листе.

## Историја албума
Сингл "All the Lovers" била је једна од последњих песама написаних за албум, али је одмах изабрана за најавни сингл. Миног је о најавном синглу рекла да је док га је снимала знала да мора први сингл јер савршено сажима еуфорију албума.
Албум Aphrodite има Стјуарта Прајса као главног продуцента, док текстописаца наведене Миног, Стјуарт Прајс, Калвин Харис, Џејк Ширс, Нерина Палот, Лукас Секон и многи други. Прајс је укључен у рад на албуму након састанка с Миног у Њујорку касне 2009. године. Његова улога у стварању албума била је успостављање нивоа његовог квалитета коју је постизао бирајући најбоље пјесме, миксајући их и слажући их у природан ред. На албуму нема балада, неколико их је снимљено, али нису укључене у њега, а можда ће изаћи на видело у будућности. Песму са албума "Better than Today" Миног је изводила на својој северноамеричкој концертној турнеји For You, For Me Tour пре снимања пројекта Aphrodite.

## Продаје
је дебитовала у првих десет албума у више од петнаест европских земаља, и такође дебитовао је на број један на европском врху 100 албума. У Великој Британији је свој пети албум достићи један број. У САД је постао њен други највећи албума, са продајом од преко 18.000 примерака прве недеље. У Аустралији је албум постао њен десети студијски албум међу десет најбољих албума и достигао број два на аустралијске топ-листе. У Немачкој је албум дебитовао на број три и постао је њен трећи да достигне првих десет и њен први од Fever (2001). Aphrodite је сертификат злато у Аустралији за продају преко 35.000 примерака и платине у Великој Британији за продају од преко 300.000 примерака.

## Синглови
"All the Lovers" је најавни сингл за албум, што је званично потврђено. Он је добио позитивне критике од музичких критичара и стигао у врх музичких топ-листа у Европи, Аустралији и Азији.
Други сингл "Get Outta My Way" је издат 27. септембра 2010 широм света. Сингл је постао пети број један песма на америчким денс листи, и достизање топ-листе у Европи и Јапану.
"Better than Today" постао трећи сингл албума и то је објављен 6. децембра 2010 у Великој Британији. Миног је извео песму на британске стварности емисије The X Factor. Он је добио генерално позитивне критике од критичара, и достигла број шездесет и седам на британски сингл листу засновану на дигиталним преузимање продаје само. Као резултат тога је једна од њених најнижих синглова у Великој Британији.
Иако је најавио да је "Better than Today" бити последњи сингл са албума, откривено је да је "Put Your Hands Up (If You Feel Love)" ће бити издата као четврти сингл са Aphrodite. То је био издат широм света 3. јуна 2011, те је примио уопштено добро критичари.

## Списак песама
| №   | Назив | Аутор(и)                                                               | Продуцент(и)                             | Трајање |  |
| 1.  |       | Џим Елиот, Мима Стилвел                                                | Елиот, Стјуарт Прајс                     | 3.20    |  |
| 2.  |       | Лукас Секон, Дејмон Шарп, Питер Валевик, Данијел Дејвидсен, Мич Хансен | Cutfather, Валевик, Дејвидсен, Шарп, Секон, Прајс | 3.38    |  |
| 3.  |       | Фин Дау-Смит, Миријам Нерво, Оливија Нерво                             | Starsmith, Прајс, М. Невро, О. Невро              | 3.38    |  |
| 4.  |       | Прајс, Беатрис Хетерли                                                 | Прајс                                    | 3.09    |  |
| 5.  |       | Тим Рајс-Оксли, Фрејзер Т. Смит                                        | Смит                                     | 3.25    |  |
| 6.  |       | Нерина Палот, Енди Чатерли                                             | Чатерли, Палот, Прајс                    | 3.45    |  |
| 7.  |       | Кајли Миног, Прајс                                                     | Прајс                                    | 3.20    |  |
| 8.  |       | Палот, Чатерли                                                         | Чатерли, Палот, Прајс                    | 3.25    |  |
| 9.  |       | Миног, Калвин Харис, Џејк Ширс                                         | Харис                                    | 3.15    |  |
| 10. |       | Себастијан Ингросо, Магнус Лидехал, Ник Клоу, Лусијана Капоразо        | Прајс, Ингросо, Магнус                   | 4.26    |  |
| 11. |       | Миног, Прајс                                                           | Прајс                                    | 3.50    |  |
| 12. |       | Хана Робинсон, Паскал Габријел, Борге Фјордхајм, Мет Прајм, Ричард Екс | Прајс, Габријел, Фјордхајм               | 4.10    |  |

## Топ љествице
| Држава               | Највиша позиција |
| -------------------- | ---------------- |
| Аустралија (ARIA Charts)        | 2                |
| Аустрија (Ö3 Austria)          | 3                |
| Белгија (Ultratop Фландрија) | 4                |
| Белгија (Ultratop Валонија)  | 3                |
| Данска (Hitlisten)            | 21               |
| Европа ()            | 1                |
| Грчка (IFPI)             | 1                |
| Ирска (IRMA)             | 5                |
| Италија (FIMI)           | 9                |
| Јапан (Oricon)             | 28               |
| Канада ()            | 8                |
| Мађарска (MAHASZ)          | 18               |
| Мексико (Top 100 Mexico)           | 22               |
| Немачка (Offizielle Top 100)           | 3                |
| Низоземска (Dutch Album Top 100)        | 4                |
| Нови Зеланд (RMNZ)       | 11               |
| Норвешка ()          | 16               |
| Пољска (ZPAV)            | 6                |
| Финска (Official Finnish Charts)            | 22               |
| Француска (SNEP)         | 3                |
| Чешка Република (ČNS IFPI)   | 5                |
| Швајцарска (Schweizer Hitparade)        | 2                |
| Шведска (Sverigetopplistan)           | 9                |
| Шкотска (OCC)           | 1                |
| Шпанија (PROMUSICAE)           | 2                |
| Велика Британија (OCC)  | 1                |
| САД (Билборд 200)    | 19               |
| САД ()               | 2                |